# 地球体感テレビ Dトリップ
『地球体感テレビ Dトリップ』（ちきゅうたいかんテレビ ディートリップ）は、1998年4月9日から1999年3月11日まで名古屋テレビで放送された紀行番組。全36回。放送時間は毎週木曜23:25 - 23:55（JST）、『大相撲ダイジェスト』（テレビ朝日制作）の放送期間中は放送休止。

## 概要
毎回様々なタレントを旅人役に起用していた深夜番組で、彼らに「Dトリップ・フレンド」と呼ばれる現地在住者に会いに世界各地を旅してもらっていた。そして、現地到着後はDトリップ・フレンドに現地のガイドをしてもらい、ロケを通じて互いに交流を深め合ってもらうという主旨で行われていた。
番組タイトルの「Dトリップ」とは、かつて存在していた番組公式サイトの解説によれば "Dreaming Trip" （夢みる旅）、"Dramatic Trip" （ドラマのような旅）、"Documentary Trip" （ドキュメントのような旅）の3つの意味を重ね合わせたものとのことである。Dトリップ・フレンドは現地の大学生や民宿経営者などの一般人が務めるケースが殆どだったが、中にはネーネーズの當眞江里子のように現地で芸能活動をしている者が務めることもあった。

## 出演者
並びは出演順。全員ゲストで、固定の出演者は無し。また、一度出演した後に、期間を置いてから再度出演した者も何人かいる。
- 北浦共笑
- 持田真樹
- 渡辺慶（当時グレートチキンパワーズ）
- 大原かおり
- 北原雅樹（当時グレートチキンパワーズ）
- 中村英子
- せがわきり
- 山下徹大
- 河相我聞
- 細川ふみえ
- 山田まりや
- ビビアン・スー
- 建みさと
- 羽野晶紀
- つるの剛士
- 柏原収史
- 加藤麻里
- ルミーヨ
- hàl

## スタッフ
- チーフプロデューサー - 松本国昭（名古屋テレビ）
- プロデューサー - 石神浩（名古屋テレビ）
- ディレクター - 大池雅光（名古屋テレビ）

## 番組終了後の経緯
この番組の終了後、名古屋テレビ木曜深夜の自社製作枠（旧『あきさせナイト』木曜）はテレビ朝日製作『ぷらちなロンドンブーツ』の同時ネット枠として使われることになり、以来自社製作の深夜番組は放送されなくなった。また、別の時間帯へ移動した上で続けるなどの措置も取られなかった。これにより、『グルーピン』（『サラリーマン・アワー 平成のオキテ』の前番組）から続いた名古屋テレビ木曜深夜の自社製作枠は、この番組の終了をもって一度解体されることとなった。
その後、木曜深夜の自社製作枠は『ラブちぇん』の放送開始によって一度は復活したものの、同番組の終了後はやはり『雨上がり決死隊のトーク番組 アメトーーク』の同時ネット化によって同時間帯からは撤退。さらに、別の時間帯でスタートした同枠後継番組『バグルー!!』が終了した後は、木曜深夜のミニ番組群を除き再び自社製作番組が消滅している。